# Lophoptera
Lophoptera là một chi bướm đêm thuộc họ Noctuidae.

## Loài
- Lophoptera abbreviata Walker, 1865
- Lophoptera arabica Hacker & Fibiger, 2006
- Lophoptera hemithyris Hampson, 1905
- Lophoptera melanesigera Holloway, 1985
- Lophoptera nama Swinhoe, 1900
- Lophoptera vittigera Walker, 1865